# Szabadság tér (Budapest)
A budapesti Szabadság tér a belvárosban, az V. kerületben, a Lipótvárosban található, a hivatali negyed közepén.

## Fekvése
Határai: Nádor utca 23., Október 6. utca 26. és 23., Sas utca 28. és 29., Hercegprímás utca 24. és 21., Hold utca 2., Kiss Ernő utca 1. és 2., Perczel Mór utca 1. és 2., Aulich utca 1. és 2., Honvéd utca 1. és 2., Vécsey utca 1. és 2., Zoltán utca 18. és 17., Nádor utca 25.

## Története a 18. századtól az első világháborúig

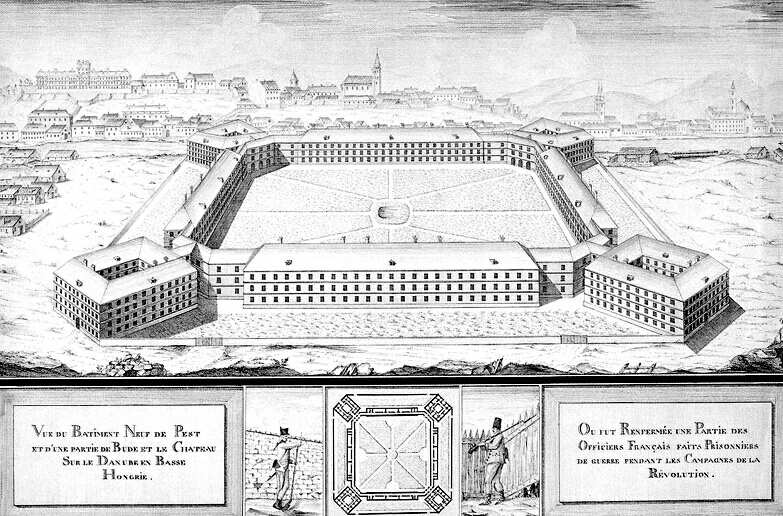
Coquereau: A pesti Újépület (tusrajz)

A tér jellegét a 19. században az Újépület (németül Neugebäude) határozta meg. A  magyar Bastille néven is emlegetett épületet Isidore Canevale bécsi építész tervezte, s a felvilágosodás építészeti stílusának ritka hazai példája volt. Az építkezés 1786-ban kezdődött meg, az építés vezetésével Hild Jánost, az ismert hazai klasszicista építész Hild József apját bízták meg. A négyzet alakú épület sarkaihoz pavilonok csatlakoztak, melyeket kerítés kötött össze. A hármas számú pavilont 1789-ben már használták, az épület 1793-96 között fogságba esett francia tiszteknek szolgált börtönként. Később tüzérlaktanya, majd katonai akadémiaként működött az Újépület.

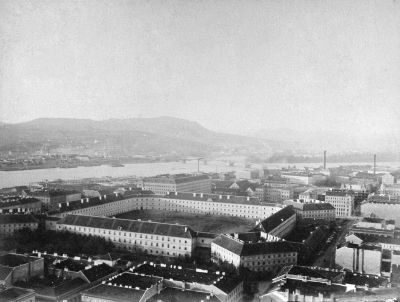
Az Újépület korabeli felvételen

A tér déli területén található közterületet Sétatérnek, majd Széchenyi Sétatérnek (németül Promenad) nevezték, ugyanis Széchenyi István kezdeményezte a terület fásítását, a sétatér kialakítását a reformkor időszakában. 1846-ban Széchenyi István felesége, az osztrák származású Seilern Crescence grófnő egy platánt ültetett a Sétatéren, mely a mai napig látható.
Az 1848–49-es szabadságharc után az Újépület újra börtön, ahol a szabadságharc résztvevői raboskodtak. Itt végezték ki Batthyány Lajost, Magyarország első felelős miniszterelnökét. A kiegyezés után felvetődött, hogy nyomda vagy árvaház legyen az épületből. Hatalmas udvarán atlétikai versenyt is rendeztek. 1897-ben az Újépületet elbontották, helyére Palóczy Antal tervei alapján létesült a tér.
Elnevezése 1900-tól Szabadság tér, utalásként az 1848–49-es szabadságharcra. Ennek megfelelően a térre befutó utcák is a magyar szabadságharchoz kapcsolhatók (zárójelben az elnevezés éve): Honvéd (1872), Vécsey Károly (1908) Aulich Lajos (1908), Perczel Mór, Kiss Ernő, Október 6. (1953).
Itt található Budapest első köztéri Kossuth-szobra, amit azonban nem a téren, hanem a Szabadság tér 15. számú épület timpanonjában helyeztek el.

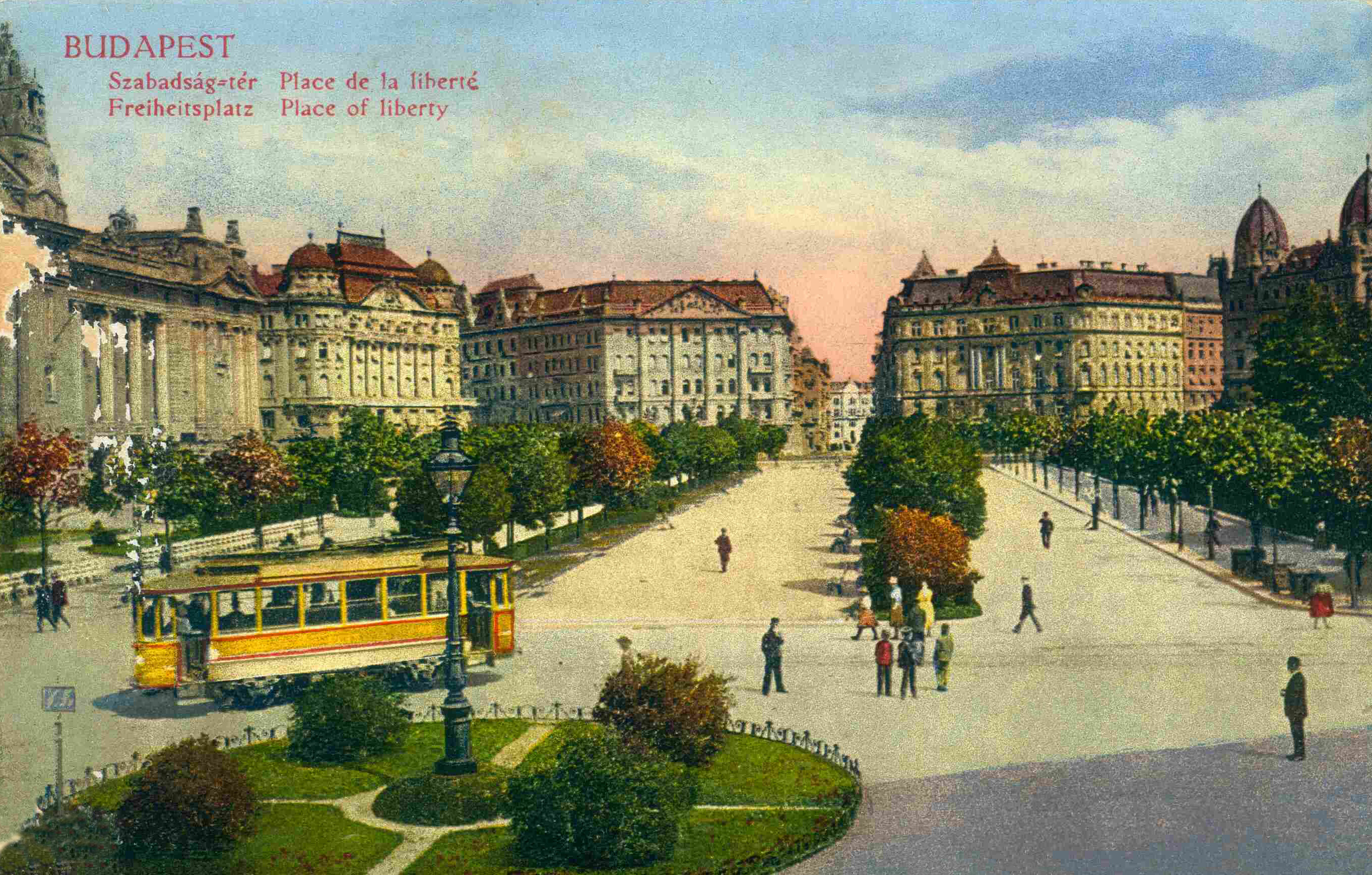
A Szabadság tér 1912-ben. A képen a 2-es villamos halad át

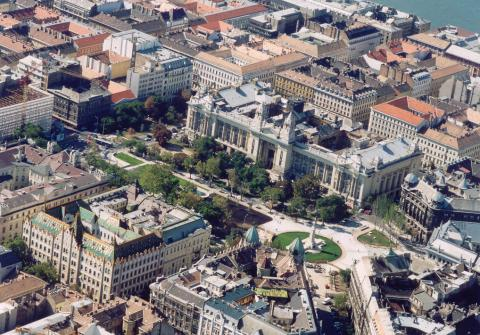
Légifotó a Szabadság térről

Meghatározó épületeit is a századfordulón, ill. az utána következő évtizedben emelték: 
- Tőzsdepalota (tervező Alpár Ignác, épült 1897-1907)
- Magyar Nemzeti Bank (tervező: Alpár Ignác, 1902-1905)
- Magyar Kereskedelmi Csarnok (tervezők: Kármán Géza Aladár, épült: 1899-1901)
- Postatakarékpénztár (tervezők: Lechner Ödön, Baumgarten Sándor, épült: 1900-1901)
- Adria Tengerhajózási Rt. palotája (tervező: Meinig Artúr, épült: 1898 körül).

## A két világháború között
A Szabadság térre az első világháború után több irredenta, revizionista szobor, emlékhely került. 1921. január 16-án avatták fel az Irredenta szoborcsoport (más néven Magyar feltámadás szoborcsoport) négy szobrát. 1928-ban készült el az Ereklyés Országzászló, 1932-ben a Magyar fájdalom szobrát, 1936-ban a Magyar feltámadás szobrát állították fel a téren. Szintén a revizionizmushoz köthető alkotás az 1936-ban felállított H. H. Bandholtz-szobor. Ezen alkotások közül ma már csak a Bandholtz-szobor található meg a téren. 
Szintén a két világháború között készült két további alkotás, mely a tér történetre utal: Dózsa András György alkotása, az Újépület vértanúinak emlékműve (készült 1940), valamint a tér déli sávjában a Virulj emlékkút (készült 1930, Telcs Ede alkotása), mely Széchenyi István feleségének, Seilern Crescence platánfaültetésére emlékeztet. 1934 utolsó napján egy bűnszervezet több áldozattal járó rablótámadást intézett az Adria Tengerhajózási Rt. palotájának bankfiókja ellen.

### Irredenta, revizionista emlékművek
1921. január 16-ától ezen a téren álltak a trianoni békeszerződésben elveszített országrészeket jelképező irredenta szobrok, melyeket a négy égtájjal jelöltek, utalva az elvesztett területekre (zárójelben az alkotók): Észak (Kisfaludi Strobl Zsigmond), Nyugat (Sidló Ferenc), Dél (Szentgyörgyi István) és Kelet (Pásztor János).
Az alkotások jelképrendszere korabeli leírások alapján a következő: 
- Észak: Egy kuruc vitéz támogatja a keresztre feszített, haldokló Hungariát, akibe a tót nemzetiséget jelképező kisfiú kapaszkodik.
- Nyugat: A Szent Koronára boruló ifjú az elszakított nyugati vármegyéket jelképezi. A fölötte álló Hadúr védelmezően tarja a nemzet pallosát.
- Kelet: A magyar őserőt megtestesítő Csaba vezér megszabadítja a bilincsekbe vert, Erdélyt jelképező elalélt férfialakot.
- Dél: Egy magyar férfi karddal és címeres pajzzsal védelmezi a Délvidéket jelképező lányt. A lábuknál levő búzakévék Bácskát és a Bánságot jelképezik, amely a Nagy-Magyarország éléstára volt.

Az irredenta szoborcsoport további sorsáról nincsenek megbízható adatok. 1945-ben távolították el őket, állítólag néhány évig a Szent István-bazilika pincéjében őrizték, később valószínűleg megsemmisítették az alkotásokat.
- A Füredi Richárd és Lechner Jenő által tervezett Ereklyés Országzászlót 1928-ban állították fel a téren, ennek mintájára később országszerte állítottak országzászlókat. A Szabadság téren látható alkotásra három magyar nyelvű felirat került: Urmánczy Nándor jelmondata címerpajzsba vésve: „A mi országunk a Kárpátok országa, Nagy-Magyarország. 896-ban alapította Árpád fejedelem, fennmarad a világ végezetéig”, valamint Papp-Váry Elemérné által írt Magyar Hiszekegy, továbbá „Jövő nagyságunk alapját múltunk nagyjai rakták le” felirat. Két idegen nyelvű feliratot is elhelyeztek az alkotáson (Lord Rothemere-től és Benito Mussolinitől). A Ereklyés Országzászló mellett egy kőlappal zárható urnába a csonka-magyarországi községekből, a 72 történelmi vármegyéből (Horvát-Szlavónországot is ideértve), valamint más fontos helyszínekről (a szabadságharc csatahelyszínei) érkező földet helyeztek el.[6] Az Ereklyés Országzászlót 1945-ben bontották le.
- 1932. október 6-án avatták fel a francia Emile Gustav Guillaume szobrát, melyet Lord Rothemere ajándékozott Magyarországnak. Ez a szobor Napfürdőző nő néven 1947-ben a Palatinus strandra került, majd 1973-ban a balfi gyógyfürdő parkjában állították fel, ahol ma is látható.
- Dózsa András Ferenc alkotását, a „Magyar Fájdalom” szobrát 1936-ban állítják fel a téren, négy évvel később az első bécsi döntés után Kassára kerül, a szobor későbbi sorsa ismeretlen.[7]
- 1936-ban avatták fel Ligeti Miklós alkotását, Harry H. Bandholtz szobrát, melyet 1949-ben távolítottak el a térről. A szobrot sokáig raktárban őrizték, később Nicolas N. Salgo amerikai nagykövet kérésére a magyar hatóságok 1984-ben tartós letétként a nagykövetségnek adták. A szobor 1989-ig a nagykövetség szabadság-hegyi területén állt. Az Amerikai Egyesült Államok már 1988-ban felvetette, hogy visszaadná Budapestnek, ha felállítják egy budapesti közterületen. Végül 1989 júliusában új talapzaton újra felavatták a Bandholtz-szobrot pár nappal George Bush budapesti látogatása előtt.

## A második világháborútól napjainkig

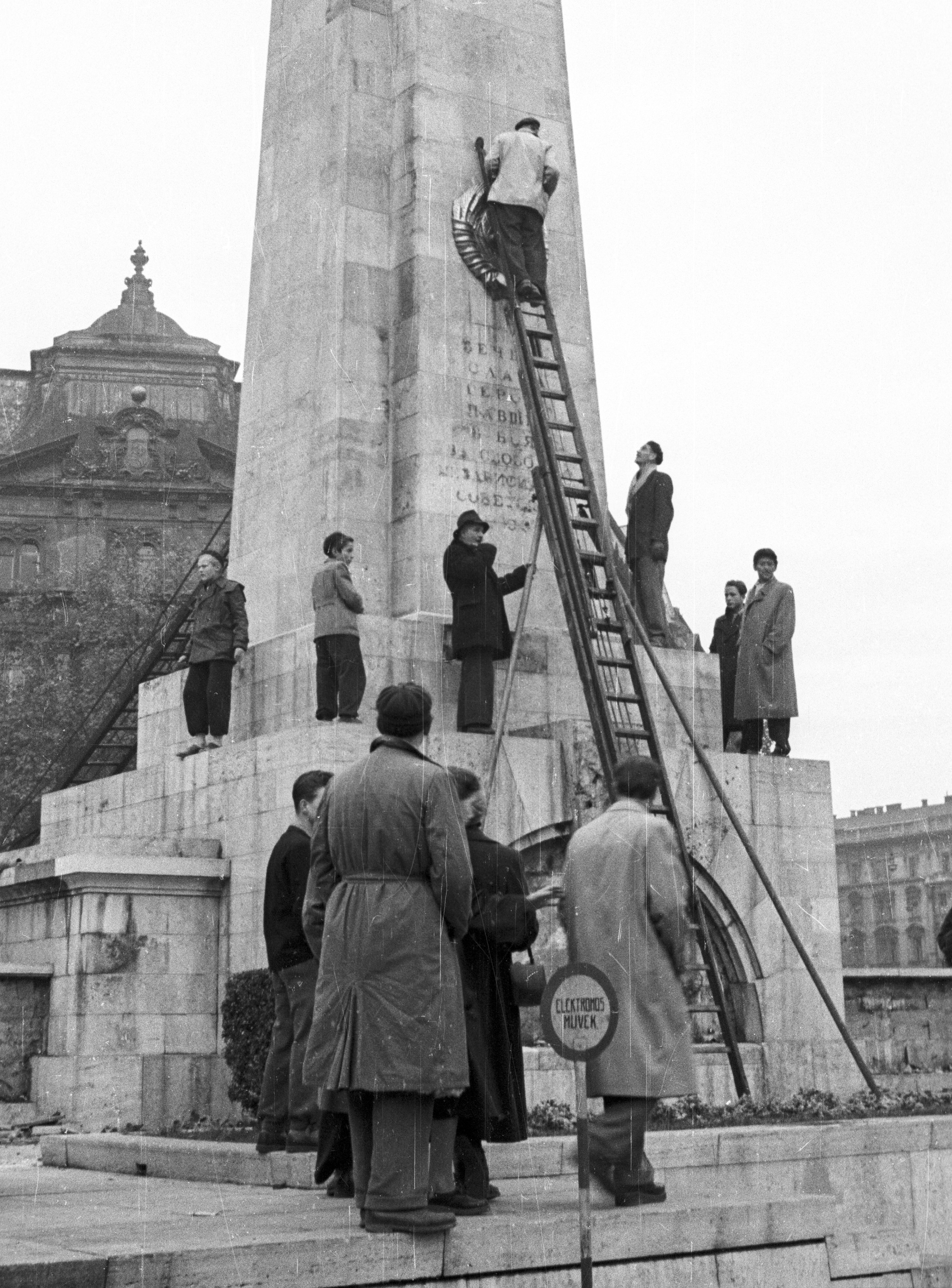
A Szovjet hősi emlékmű az 1956-os forradalom napjaiban, a jelképek eltávolítása

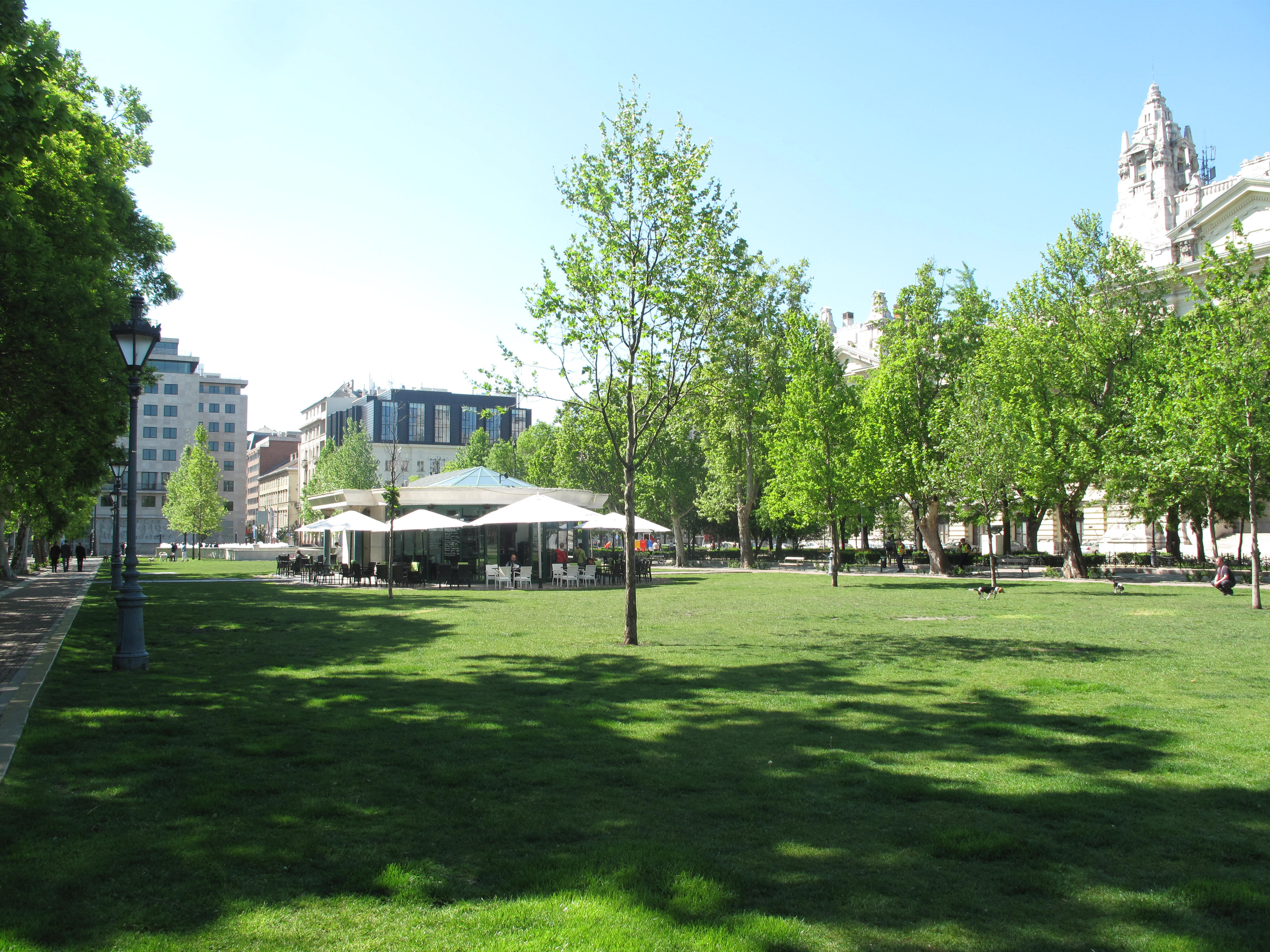
A Szabadság tér az elkészült mélygarázs felszíni épületével

1946-ban a készült el a Szabadság téren a Szovjet hősi emlékmű, amely Antal Károly műve. Az egykori Tőzsdepalota elé Kisfaludi Strobl Zsigmond alkotása, „A nagy Sztálinnak a hálás magyar nép” elnevezésű szobor került. Az 1950-ben felavatott alkotást 1956-ban felrobbantották. 
Az ötvenes években épült ki a részben a tér alatt elterülő Rákosi-bunker, melynek szellőztetője ma is látható az egykori TV-székház előtt.
Az 1950-es évektől az egykori Tőzsdepalota épületében működött a Magyar Televízió egészen 2009-ig. Az épületet a magyar állam eladta, jelenleg üresen áll. 1989. március 15-én hatalmas ellenzéki tüntetés volt a Magyar Televízió épülete előtt. 2006-ban itt zajlott le az MTV-székház ostroma.
A tér megújulására az ezredforduló után került sor: 2003-ban négyszintes mélygarázs épült a tér alá. A felszínen parkokat és játszótereket alakítottak ki. 2010 után megerősítették az Amerikai Egyesült Államok nagykövetségét védő kerítéstrendszert. Miután a Szovjet hősi emlékművet többször megrongálták, az emlékmű körül védőrácsokat helyeztek el.
A téren további két alkotás is látható: a 2010. március 26-án átadott ún. interaktív szökőkút,, valamint a 2011 júniusában felállított Ronald Reagan-szobor. 2014. július 20-án adták át a német megszállás áldozatainak emlékművét, mely létrejöttének és felállításának okai és körülményei miatt heves vitákat és tiltakozásokat váltott ki.
2020. október 23-án az Egyesült Államok budapesti nagykövettsége és a Magyar Kormány közösen avatták fel George H. W. Bush, volt amerikai elnök szobrát. A szobor leleplezésére a vasfüggöny leomlásának 30. évfordulója alkalmából került sor. George H. W. Bush elnökségének első évében látogatott Magyarországra. Elnöksége és korábbi alelnöksége alatt, sokat ért el a Hidegháború lezárásáért.

## Épületek
Házszámok szerint a Szabadság téren található épületek:
- 1.: Lakóház
- 2.: Református templom és lakóház, a Hazatérés Temploma
- 3.: Honvédelmi Minisztérium Tábori Lelkészi Szolgálat
- 4.: Lakóház
- 5–6.: UniCredit Bank Zrt. irodaház épülete. Korábban a Pénzintézeti Központ épülete volt, tervezője Lauber László és Nyiri István
- 7.: Bank Center irodaház, tervező Finta József. 1991-1995 épült.
- 8–9.: Magyar Nemzeti Bank épülete. Tervező: Alpár Ignác. 1902–1905 között épült.
- 10–11.: 2014-től az USA nagykövetségéhez tartozó, felújított épület,[16] azt megelőzően:
  - 10.: Irodaház, eredeti nevén Ullman-ház.
  - 11.: Eredetileg Kánitz áru- és bérház, jelenleg lakóház.
- 12.: Az Amerikai Egyesült Államok budapesti nagykövetsége, eredetileg Magyar Kereskedelmi Csarnok.
- 13.: Eredetileg Sváb-ház, itt működött a City-kávéház. Ma lakóház.
- 14.: Irodaház. 1901-ben épült Meinig Artúr tervei alapján, majd 2010-ben a La Société Générale Immobilière Magyarország Kft. felújította.[17]
- 15.: Inter-Európa Bank Rt.
- 16.: Lakóház, korábban az Adria hajóstársaság palotája (1903-ban épült Meinig Artúr tervei alapján). Itt volt az Express Ifjúsági és Diák Utazási Iroda Központja.
- 17.: A Magyar Televízió korábbi székháza. Előzőleg Tőzsdepalota volt. Jelenleg (2022) üresen áll.

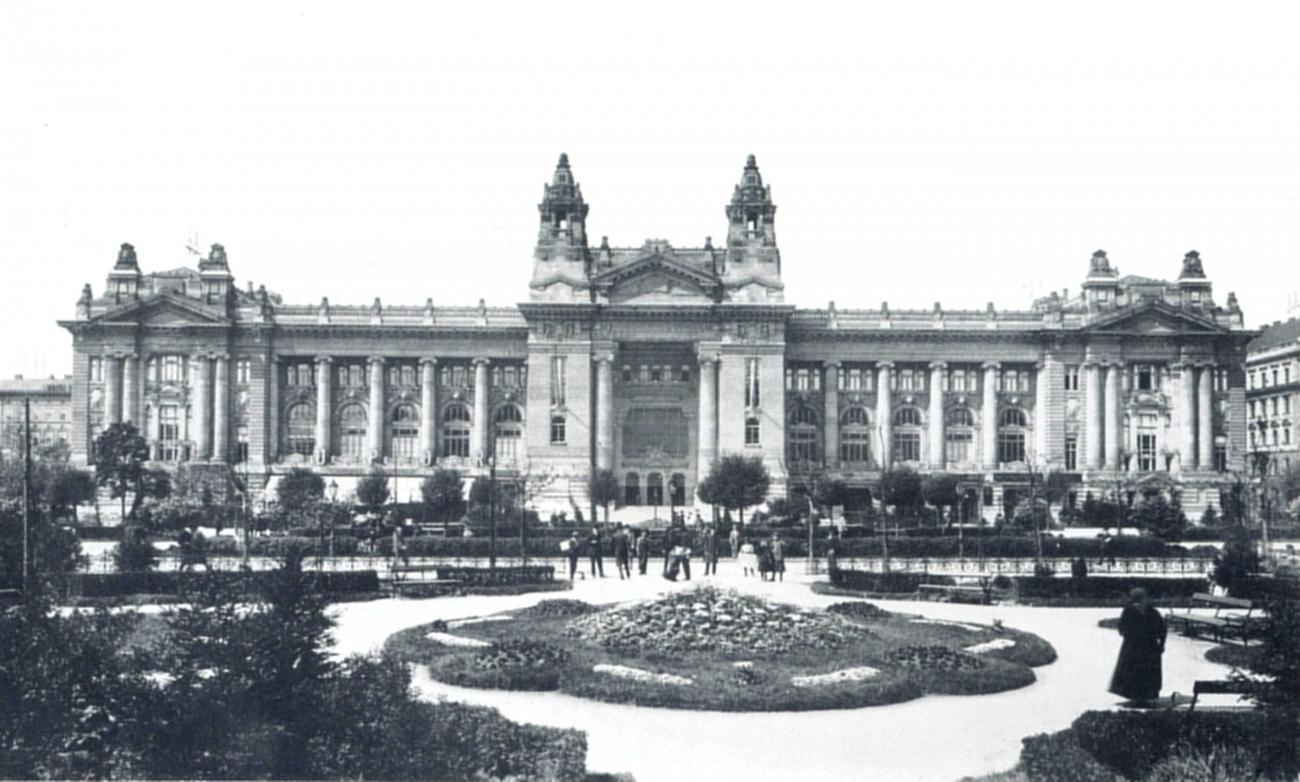
A Tőzsdepalota 1905-ből
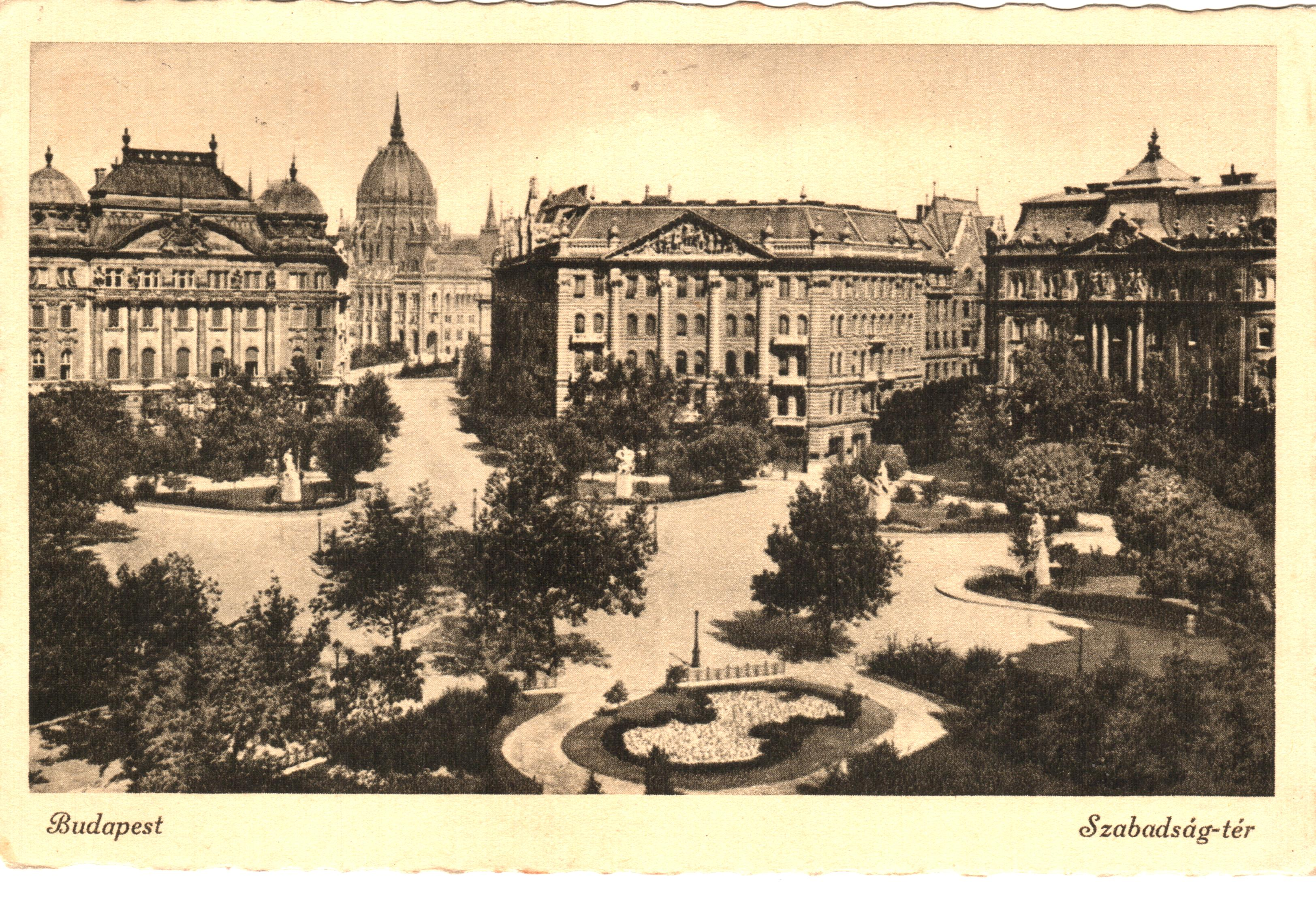
A Szabadság tér 1940 körül
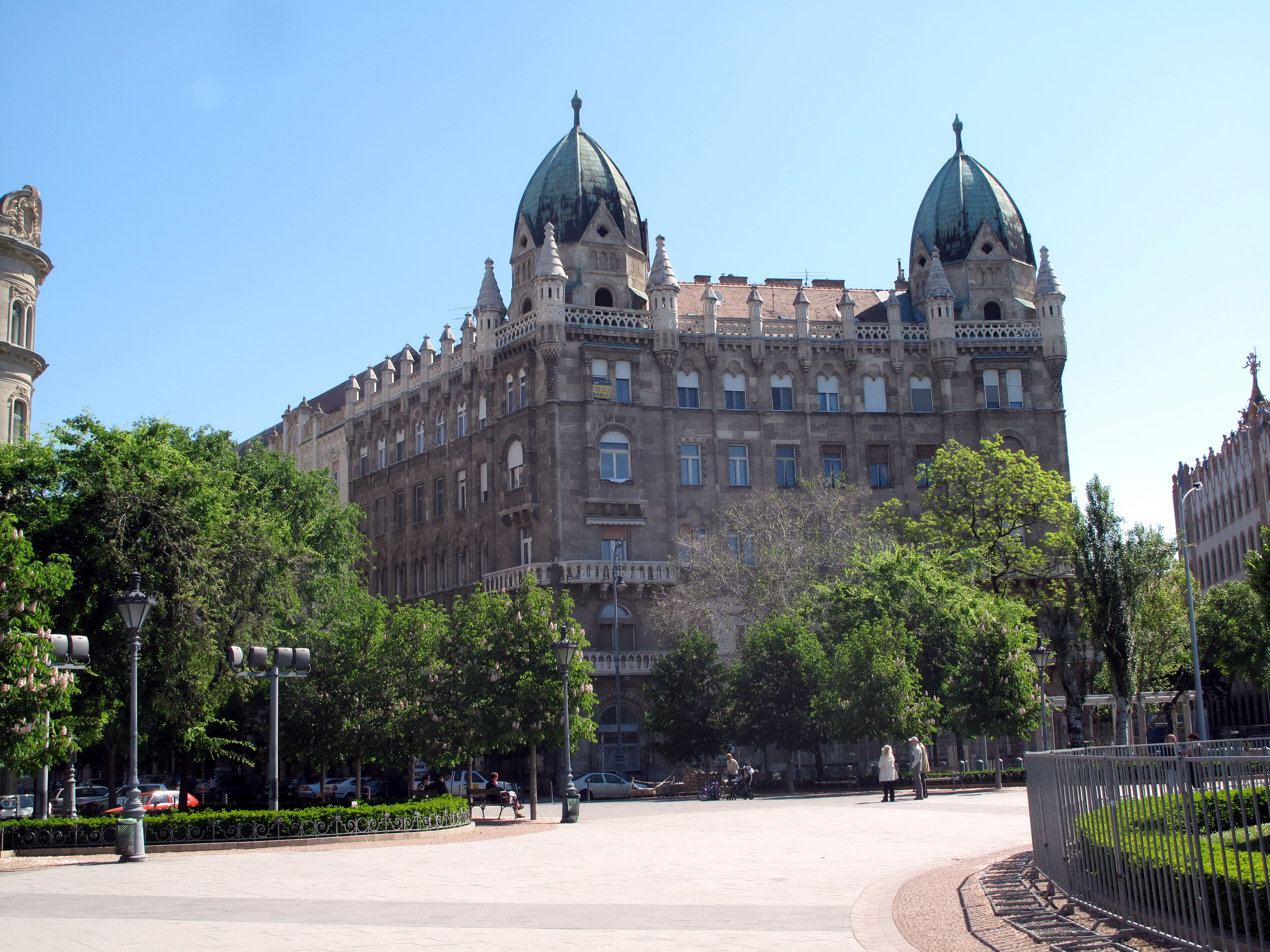
A Sváb-ház
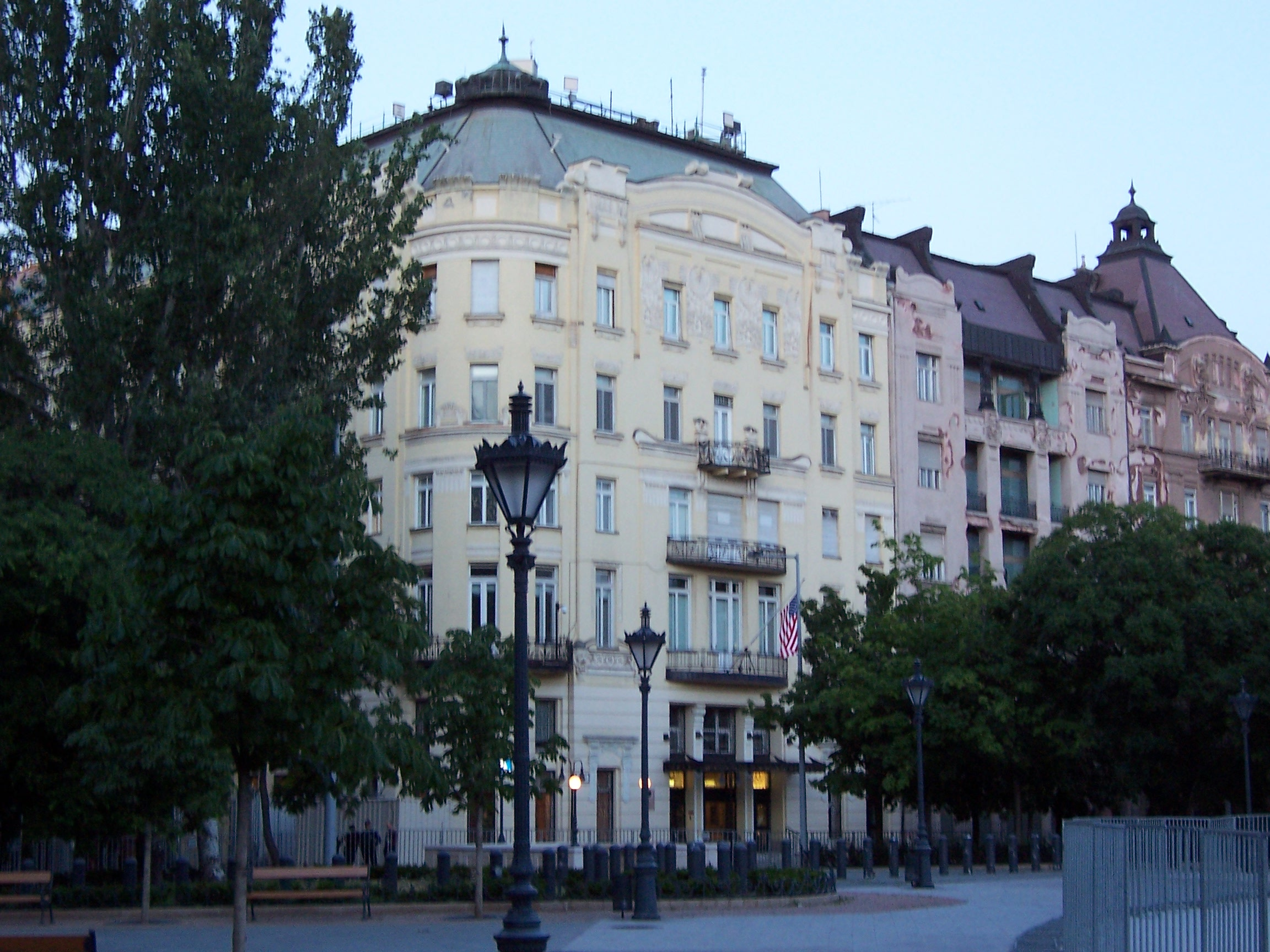
Az USA nagykövetsége
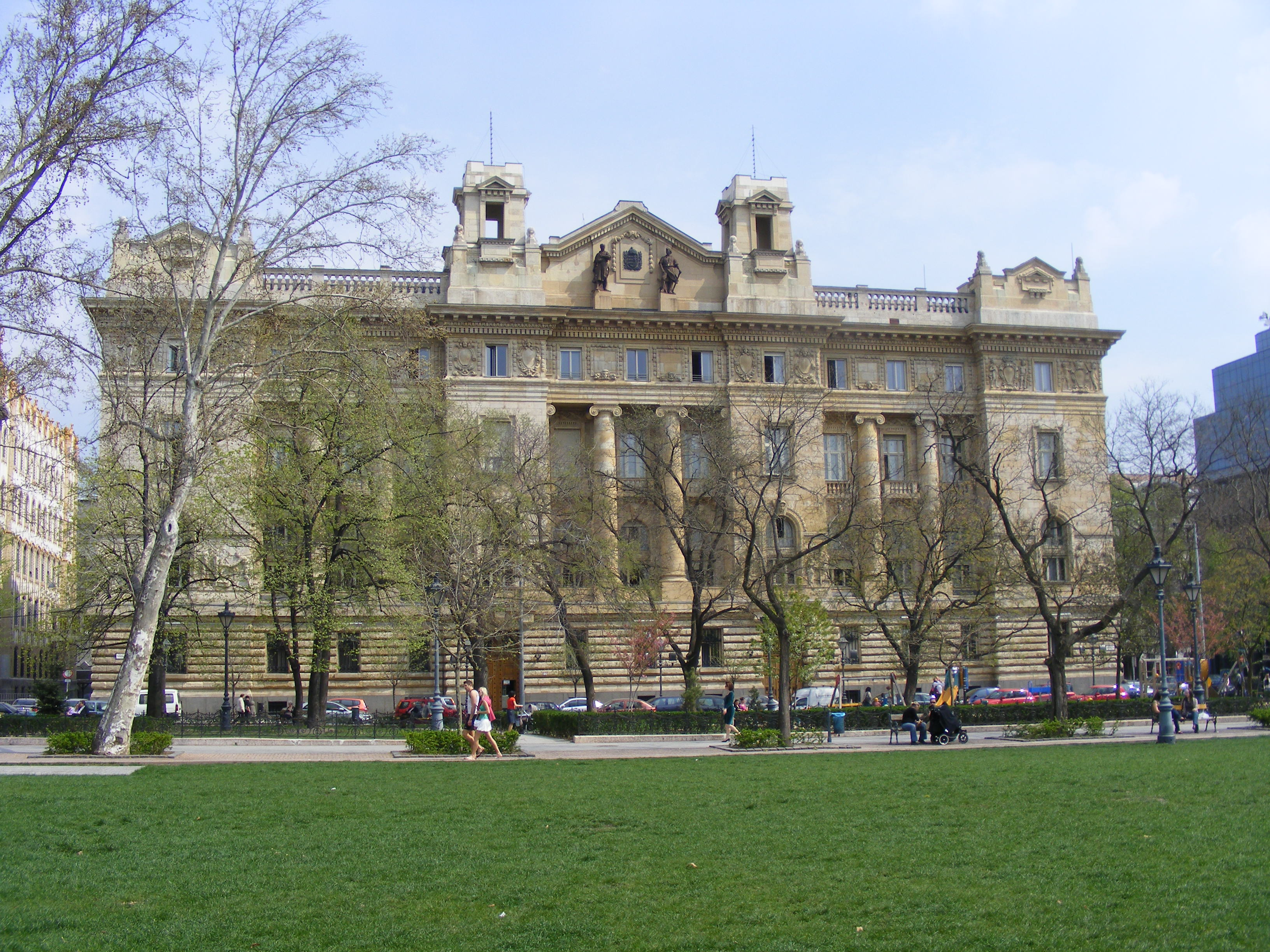
A Magyar Nemzeti Bank épülete
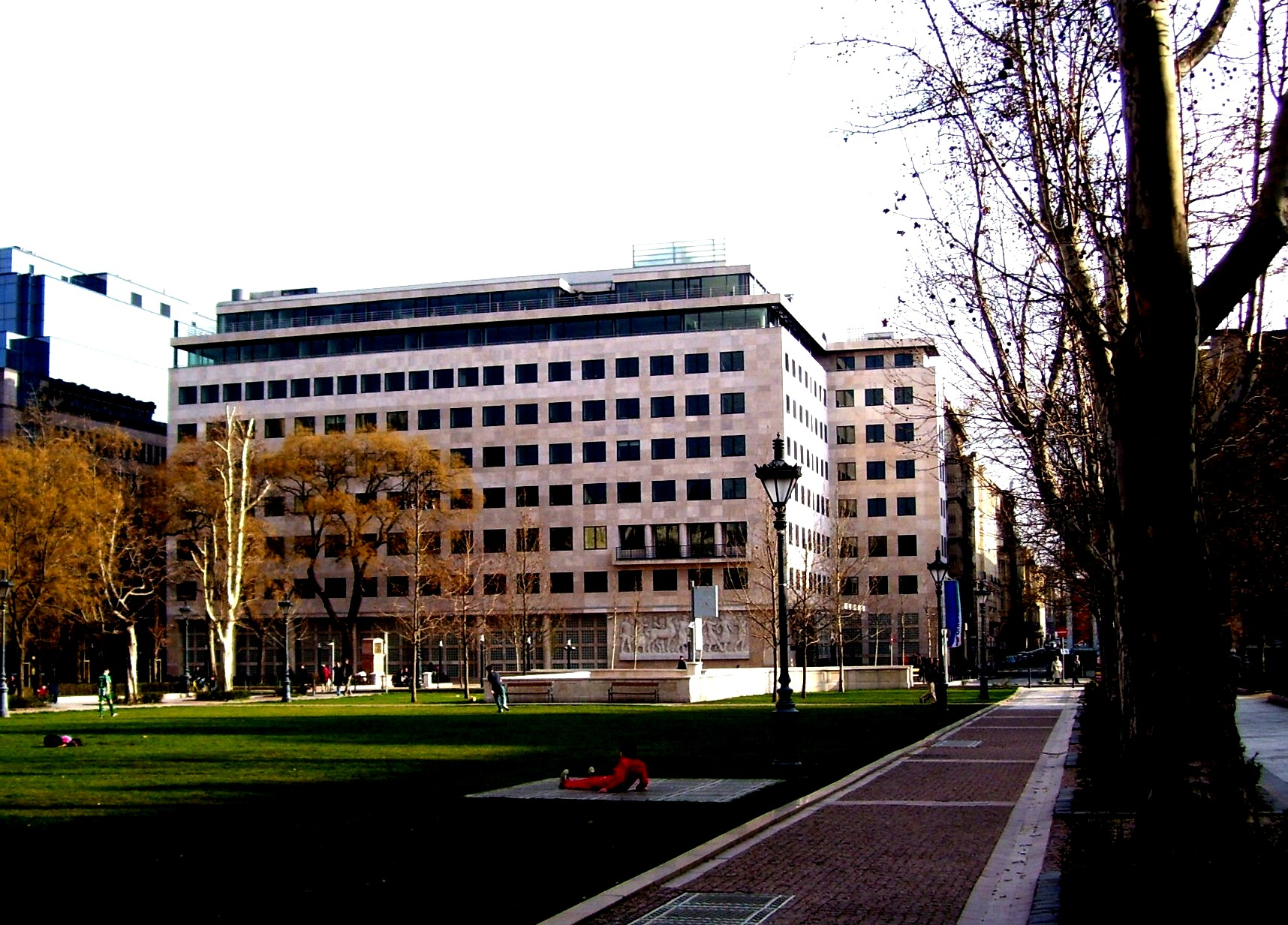
Irodaházak az 5–6. szám alatt
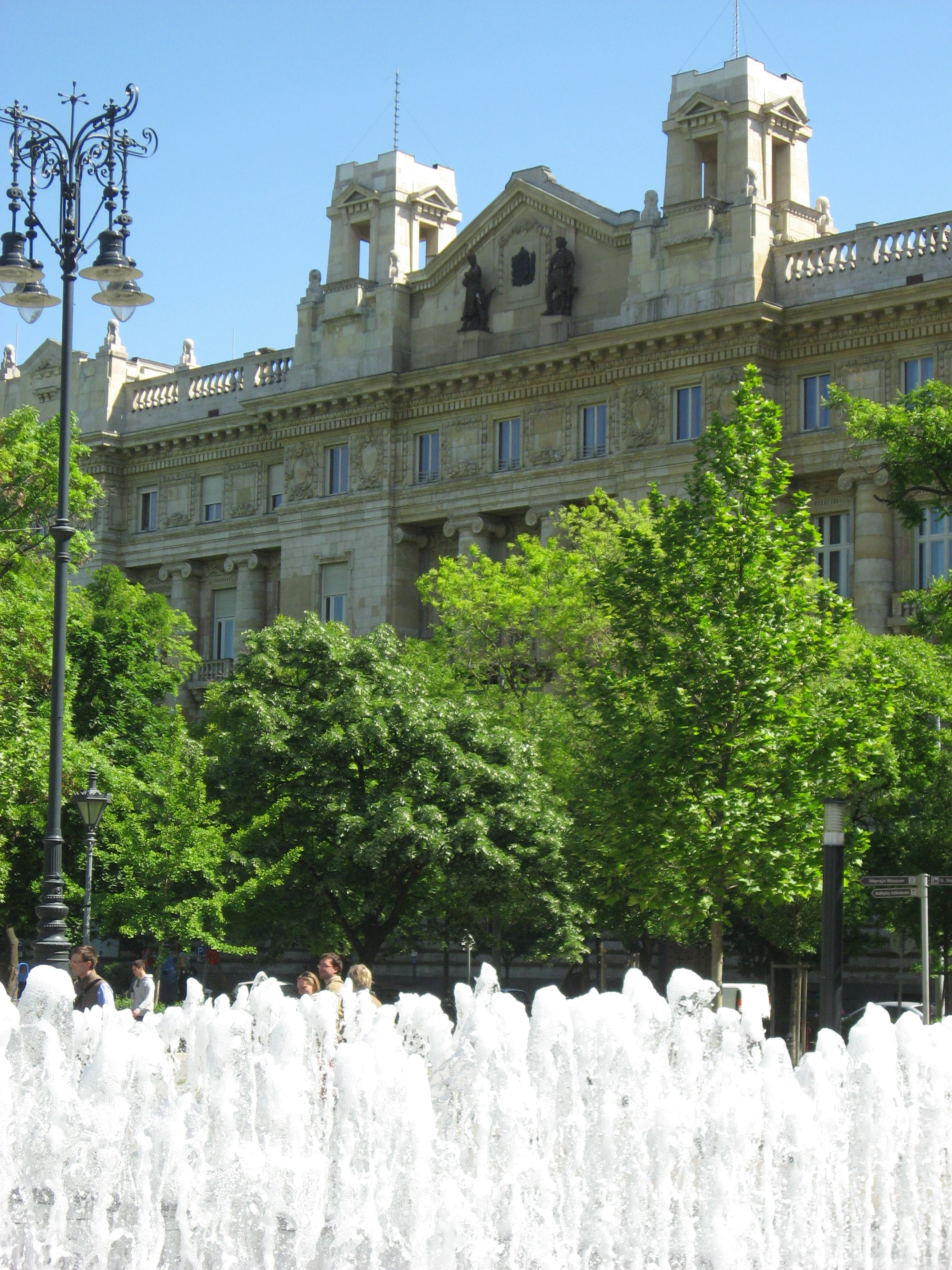
Az egykori Tőzsdepalota, a későbbi MTV-székház épülete
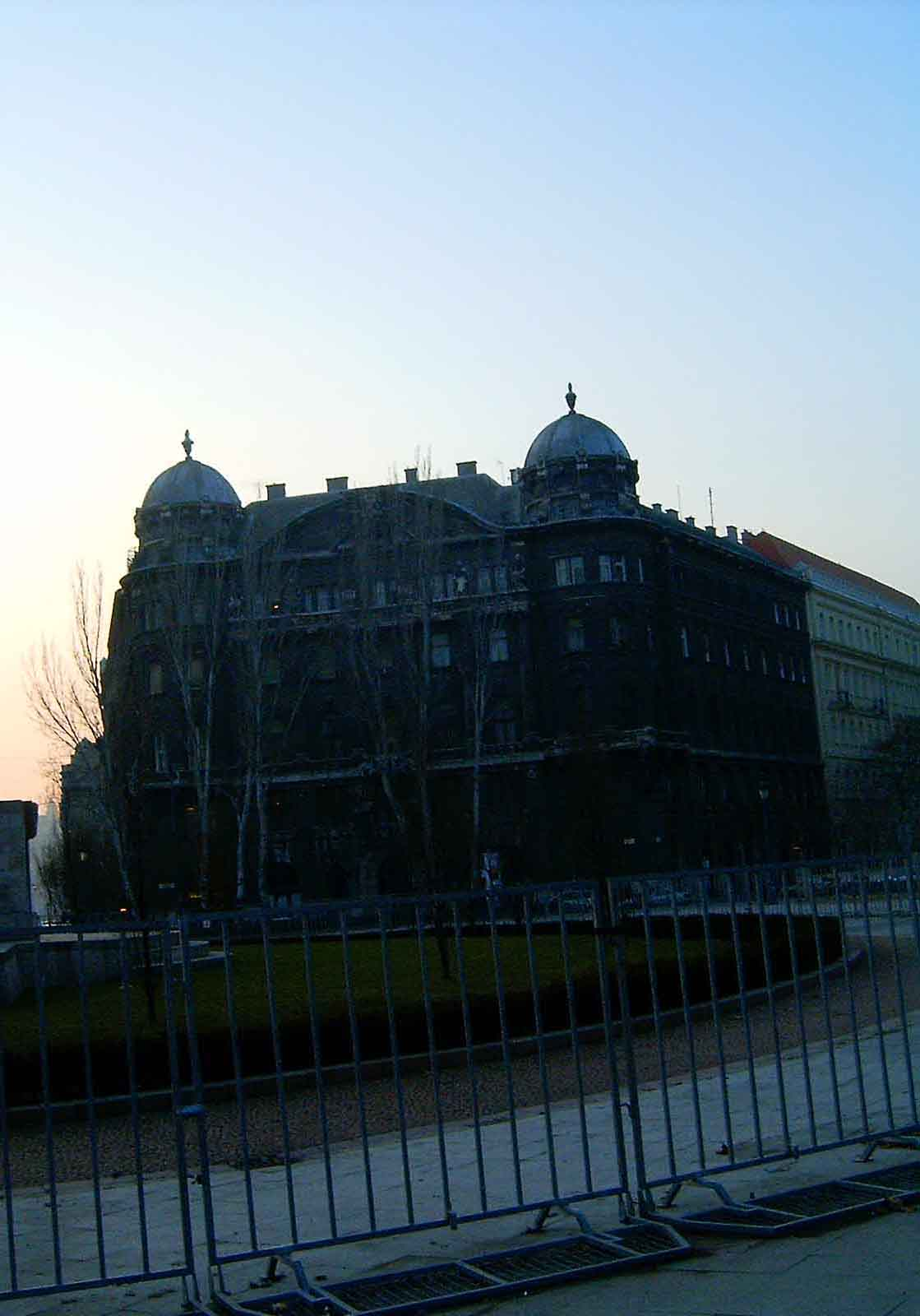
Az Adria Hajóstársaság palotája

### Érdekesség
A tér közepén létesített mélygarázs alatt kanyarodik a kettes metró a Duna irányába. Itt ágazik el a kihúzóvágány, mely csatlakozik a 3-as metróhoz. Alatta helyezkedik el 45 méter mélységben a – ma már használaton kívüli – Rákosi-bunker, amelynek bejárata a Steindl Imre utca 12. (Árpád utca) udvarában volt. A bunkert a hidegháborús hisztéria idején a kettes metróval egy időben kezdték építeni 1952-ben, de le is állították a gazdasági problémák miatt 1957-ben. Építése 1963-ban fejeződött be; a metróhoz való csatlakozása 1966-ban készült el. A bejáratául szolgáló betontornyot 2012-ben elbontották. Az 1950-es évek háborús hisztériáját jellemzi, hogy olyan légszűrő berendezést építettek be, amely óránként 4000 m³ tiszta levegőt lett volna képes előállítani.

## Szobrok, emlékhelyek listája
A Szabadság téren ma is látható szobrok a következők (név, alkotó, felállítás éve): 
- Széchenyi István emlékszobor, Pataki Béla, 1991
- Virulj díszkút, Telcs Ede, 1930
- Magyar Atlétikai Emlékmű, dombormű: Várhelyi György, talapzat: Dobos László, 2000
- Újépület emlékmű, Dózsa Farkas András, 1934
- Harry Hill Bandholtz amerikai tábornok szobra, Ligeti Miklós, 1936
- Carl Lutz emlékmű, Szabó Tamás, 2006
- Szovjet hősi emlékmű, Antal Károly, 1946
- Ronald Reagan amerikai elnök szobra, Máté István, 2011
- A német megszállás áldozatainak emlékműve, Párkányi Raab Péter, 2014

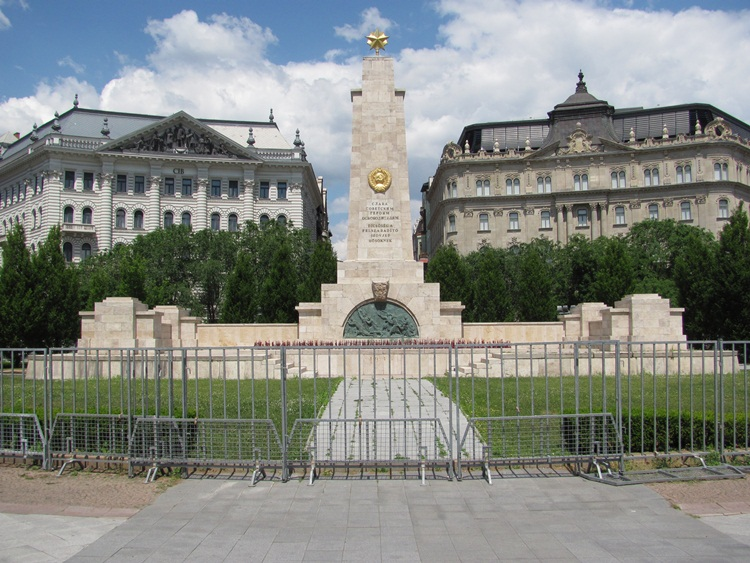
A Szovjet hősi emlékmű
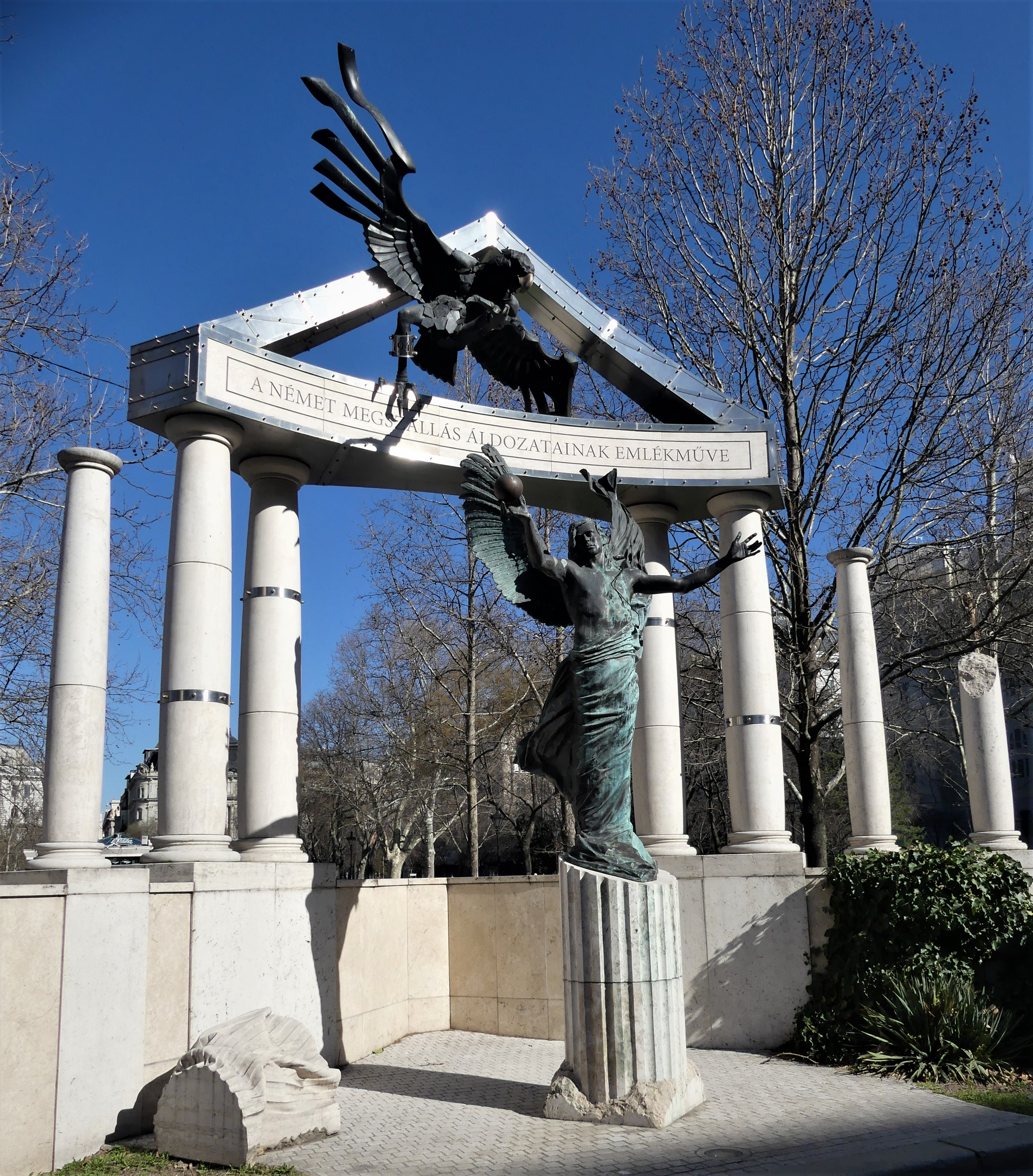
A német megszállás áldozatainak emlékműve
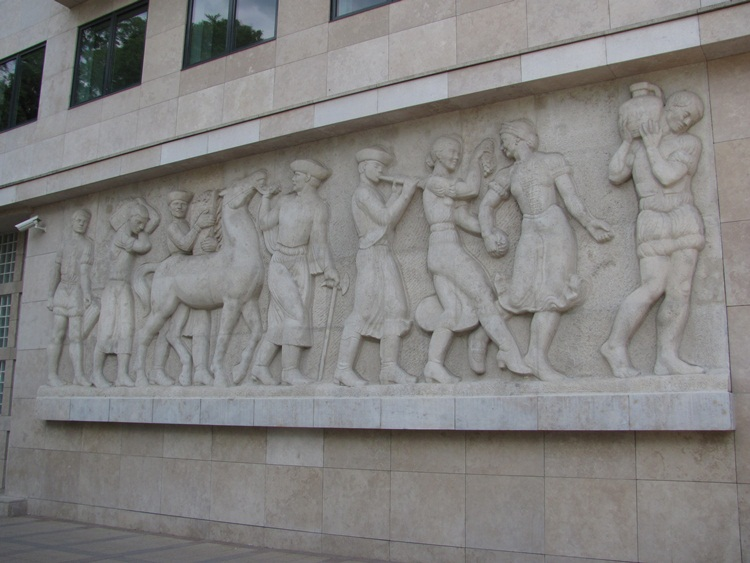
Medgyessy Ferenc Szüreti menet című alkotása az egykori Pénzintézeti Központ falán
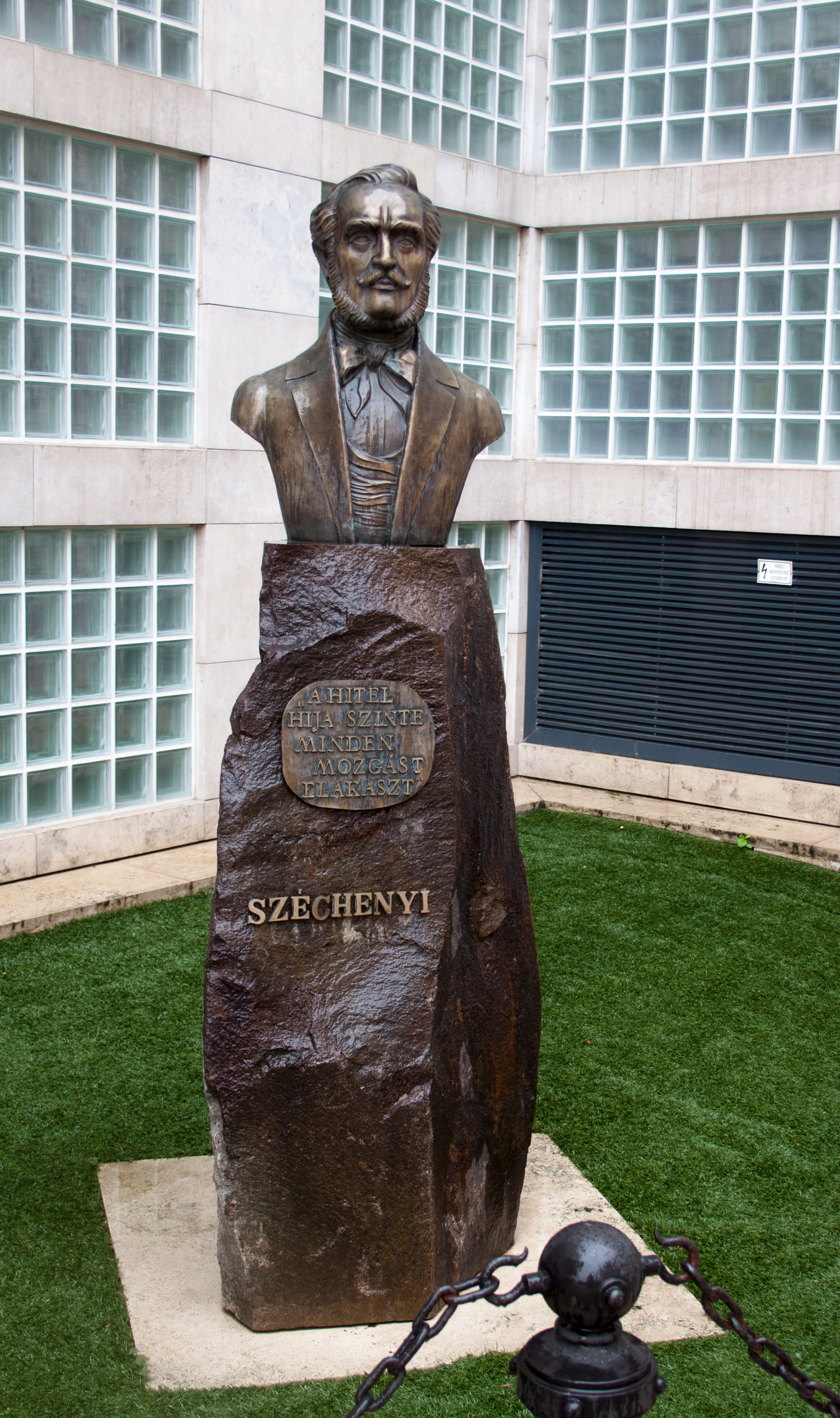
Széchenyi István mellszobra
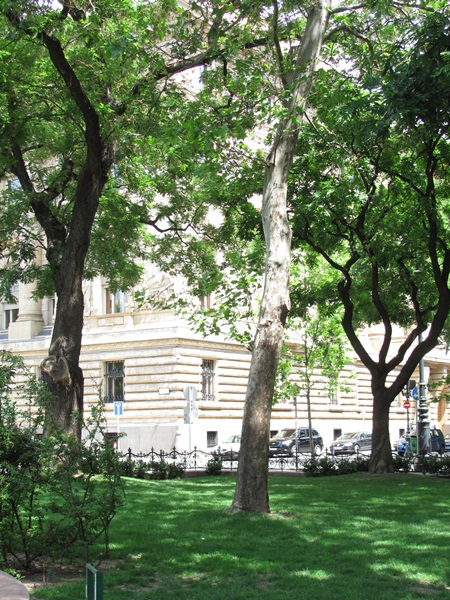
Gróf Széchenyi István felesége, Gróf Seilern-Aspang Crescence által ültetett Platán
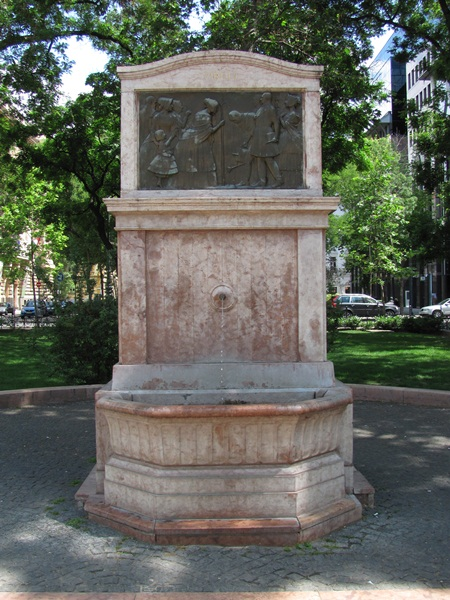
Virulj emlékkút a tér déli területén
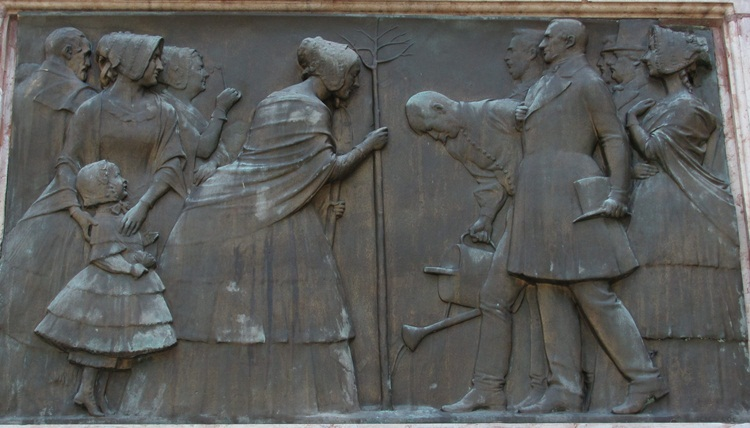
A Virulj emlékkúton megörökített Platán-ültetés jelenete
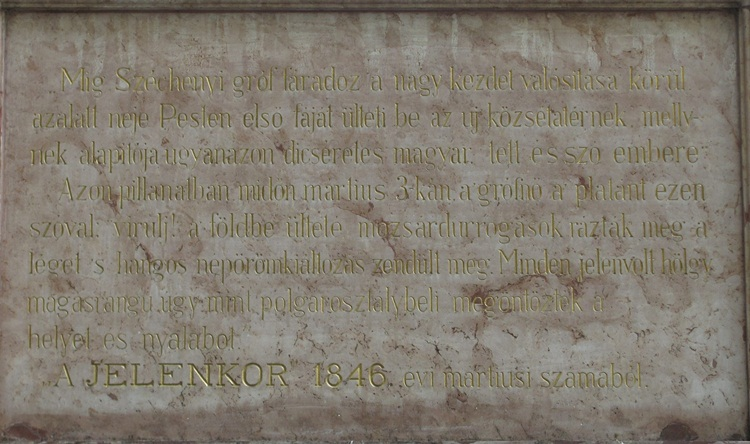
Virulj emlékkút hátoldalán a Platán-ültetésről szóló beszámoló a Jelenkor című újságból
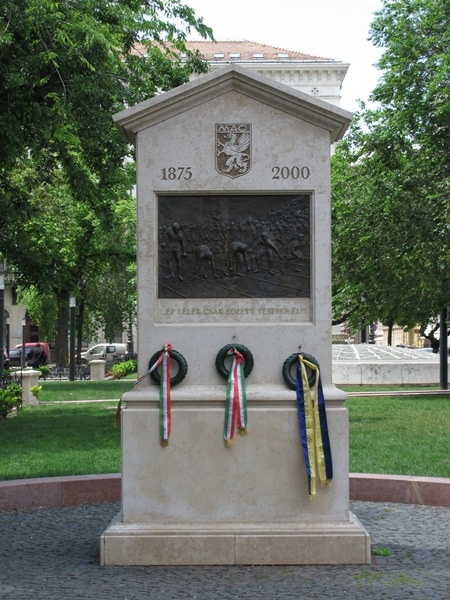
Magyar atlétikai emlékmű
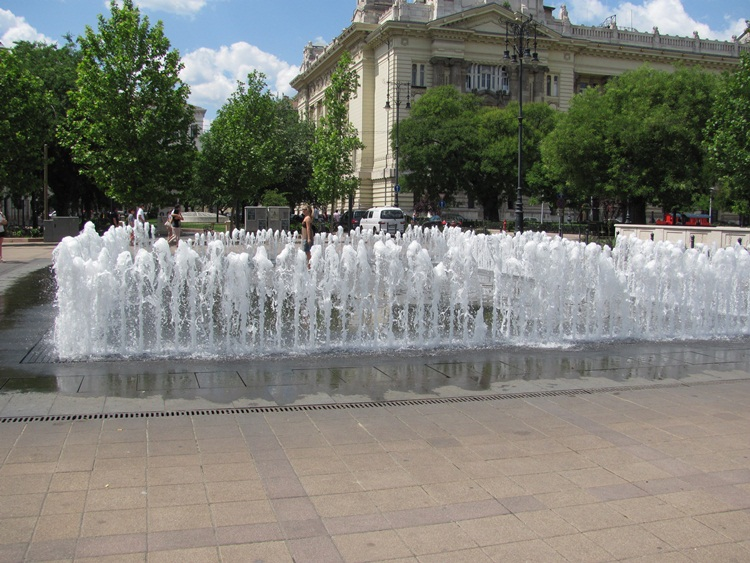
Interaktív szökőkút a tér déli részén
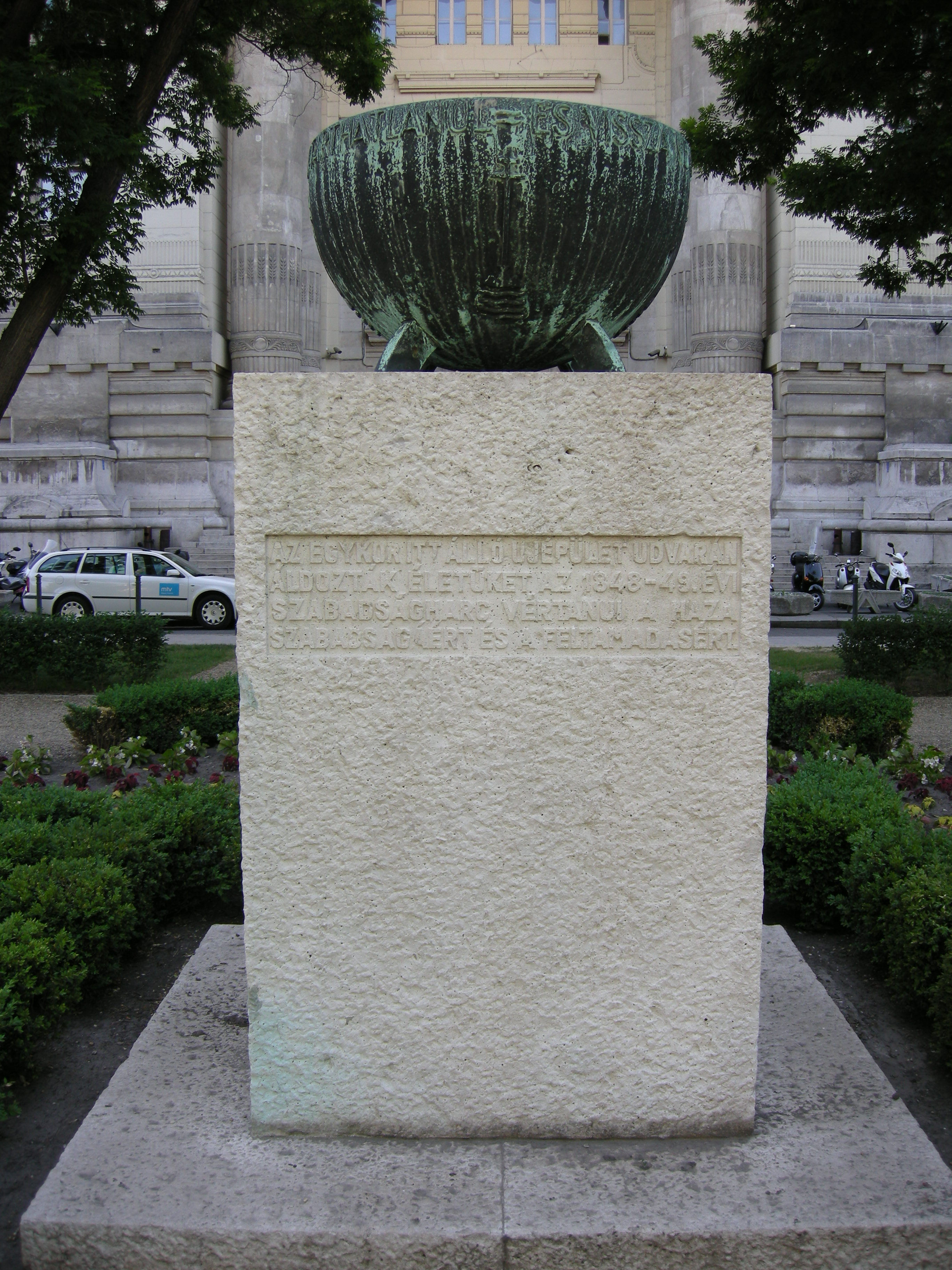
A Dózsa Farkas András által 1934-ben készített, kőből faragott talapzaton álló bronzüst az Újépület vértanúinak emlékműve, az egykori MTV-székház előtt áll
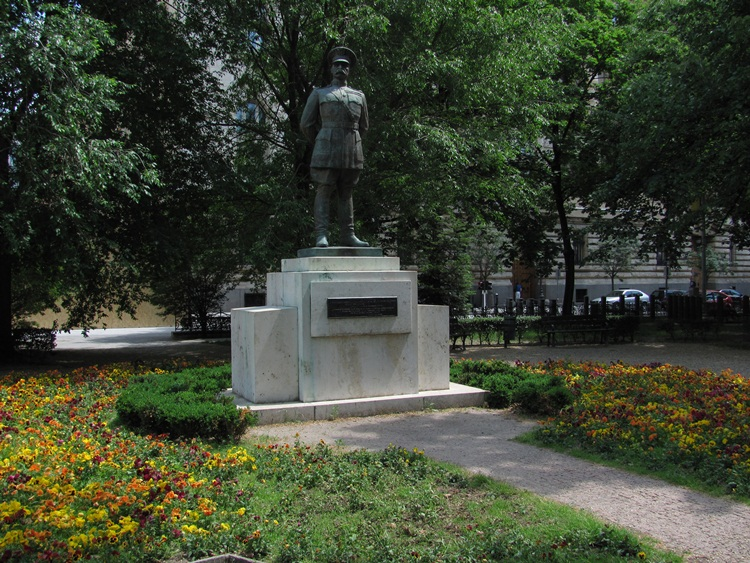
Harry Hill Bandholtz szobra az Amerika Nagykövetség épülete előtt
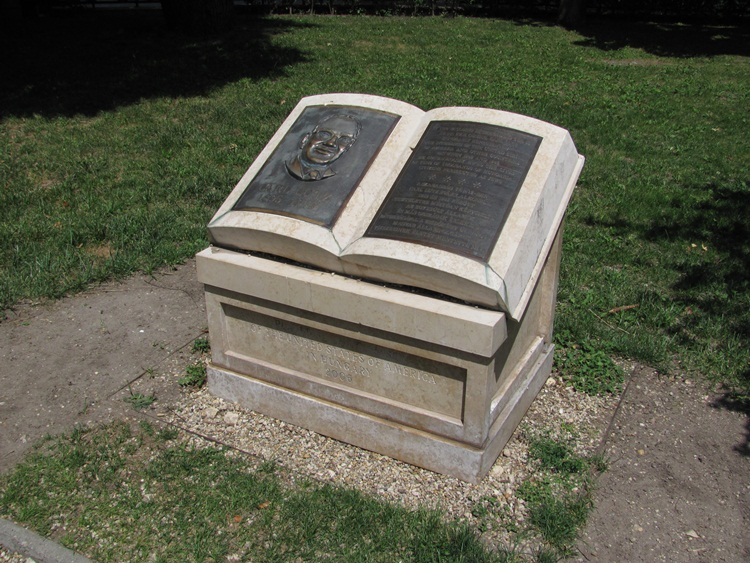
Carl Lutz emlékhely az Amerika Nagykövetség épülete előtt
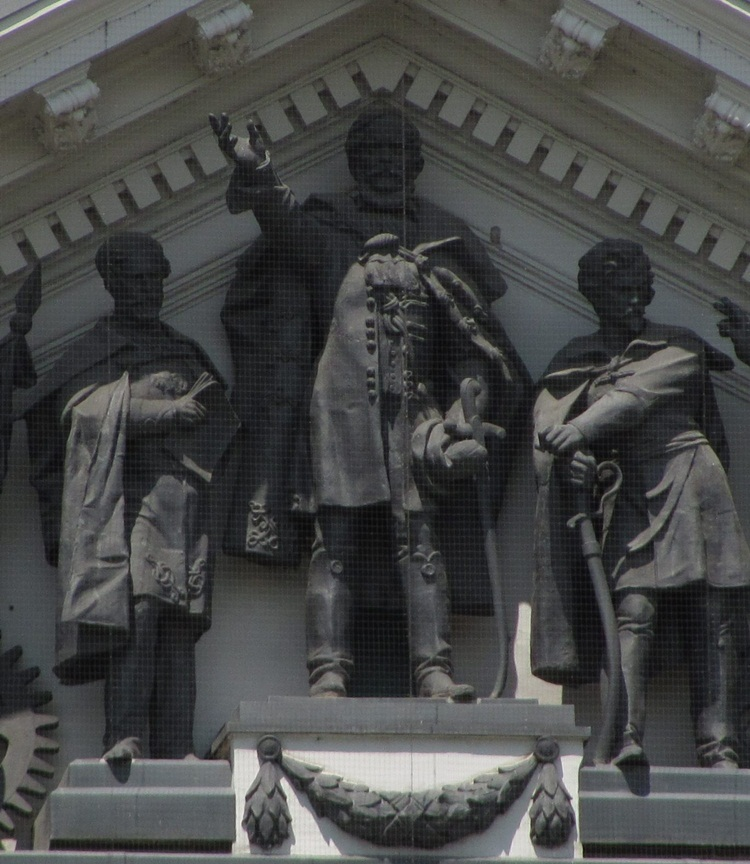
Kossuth Lajos szoborcsoport a Szabadság tér 15 számú ház timpanonjában
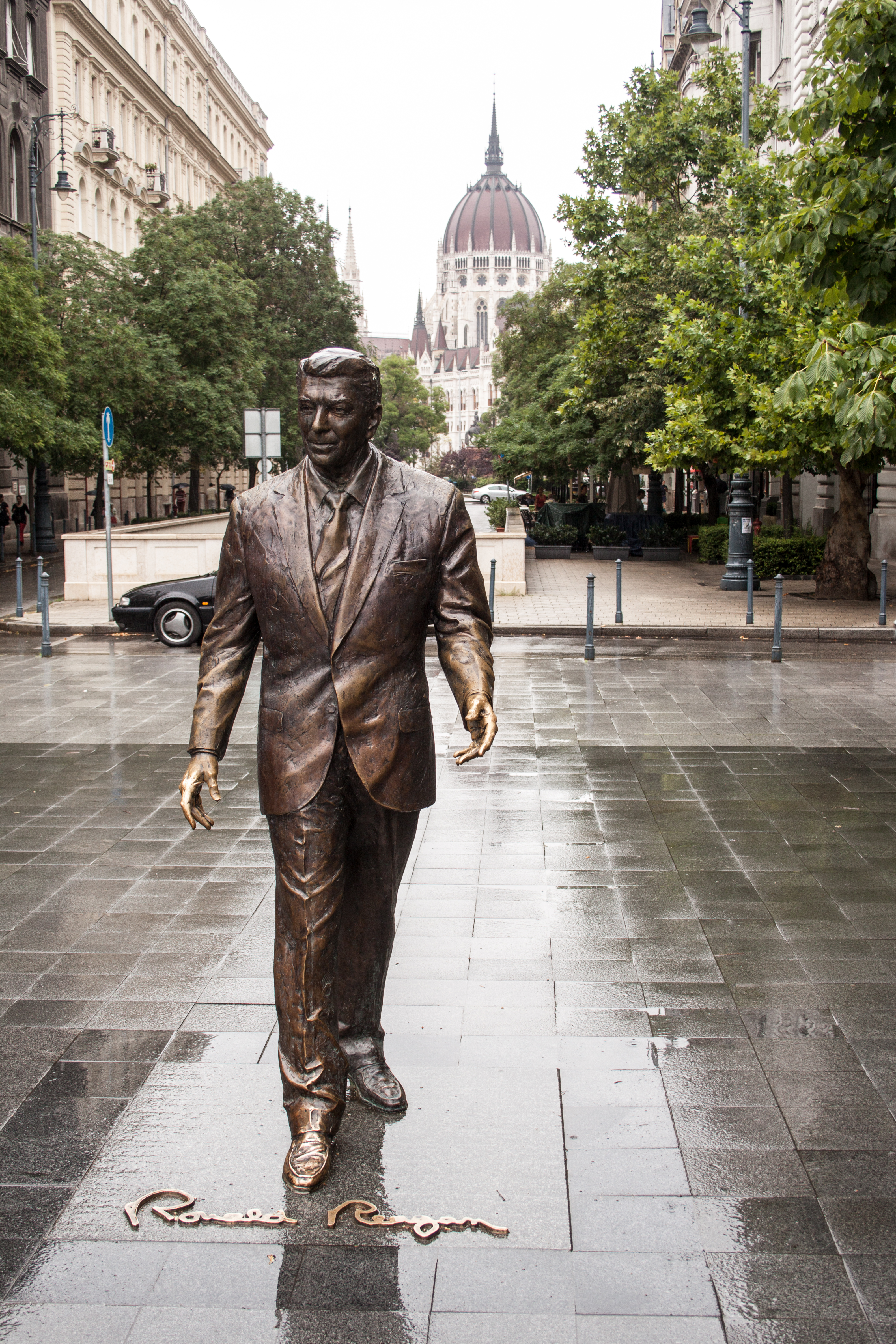
Ronald Reagan amerikai elnök szobra a szovjet emlékmű mögött

## Közlekedés
A Szabadság tér ezredforduló utáni felújításának befejeztével a téren az autóforgalom gyakorlatilag megszűnt. Közösségi közlekedéssel a 15-ös busz a Széchenyi utcától érhető el.